# Oláh Gábor (költő)
Oláh Gábor (Debrecen, 1881. január 17. – Debrecen, 1942. június 23.) magyar költő, író.

## Életpályája
Szülei Oláh Mihály és Kovács Zsuzsanna voltak. Szegény, sokgyermekes családban született, apja bérkocsis volt. Kisgyerekkorától Debrecenben élt. Apja ellenkezése ellenére sikerült gimnáziumba, majd egyetemre járnia. A Budapesti Egyetem Bölcsészettudományi Karának hallgatójaként Gyulai Pál, Beöthy Zsolt, Négyesy László, Simonyi Zsigmond óráira járt. Korrepetálással, statisztálással keresett pénzt a megélhetésre. 1904-ben magyar-latin szakos tanárként végzett. A Debreceni Református Kollégium könyvtárában kapott állást, később középiskolai tanárként dolgozott. 1908 nyarán néhány hetet Párizsban töltött. Hazatérve még jobban érezte hazája és városa elmaradottságát. Négy társával - Baja Mihály, Gulyás József, Gyökössy József és Madai Gyula - együtt megalapította a Bokréta irodalmi társaságot; Bokréta címmel antológiát adtak ki (1902, 1904, 1908). 1910-től a Petőfi Társaság tagja volt. 1913-tól a debreceni általános főreáliskolában tanított. 1931-ben Pokol című kötetéért perbe fogták. 1941-ben nyugdíjba vonult.
Meg nem alkuvó, kompromisszumokra képtelen jelleme miatt fokozatosan elszigetelődött, illetve elszigetelték.

## Munkássága
Egyenetlen lírájában (Hangok lázadása, 1941) a magányos sors ábrázolása megrendítő.Több korai lírai versével Ady líráját és József Attila költészetét előlegezi. Verses regényeinek részértékei vannak. Novellái önéletrajzi ihletésűek, drámái nem arattak sikert. Tanulmányai – Csokonai Vitéz Mihályról, Petőfi Sándorról – jelentősek.

## Emlékezete
Debrecenben és Hajdúszoboszlón utcát neveztek el róla.

## Művei

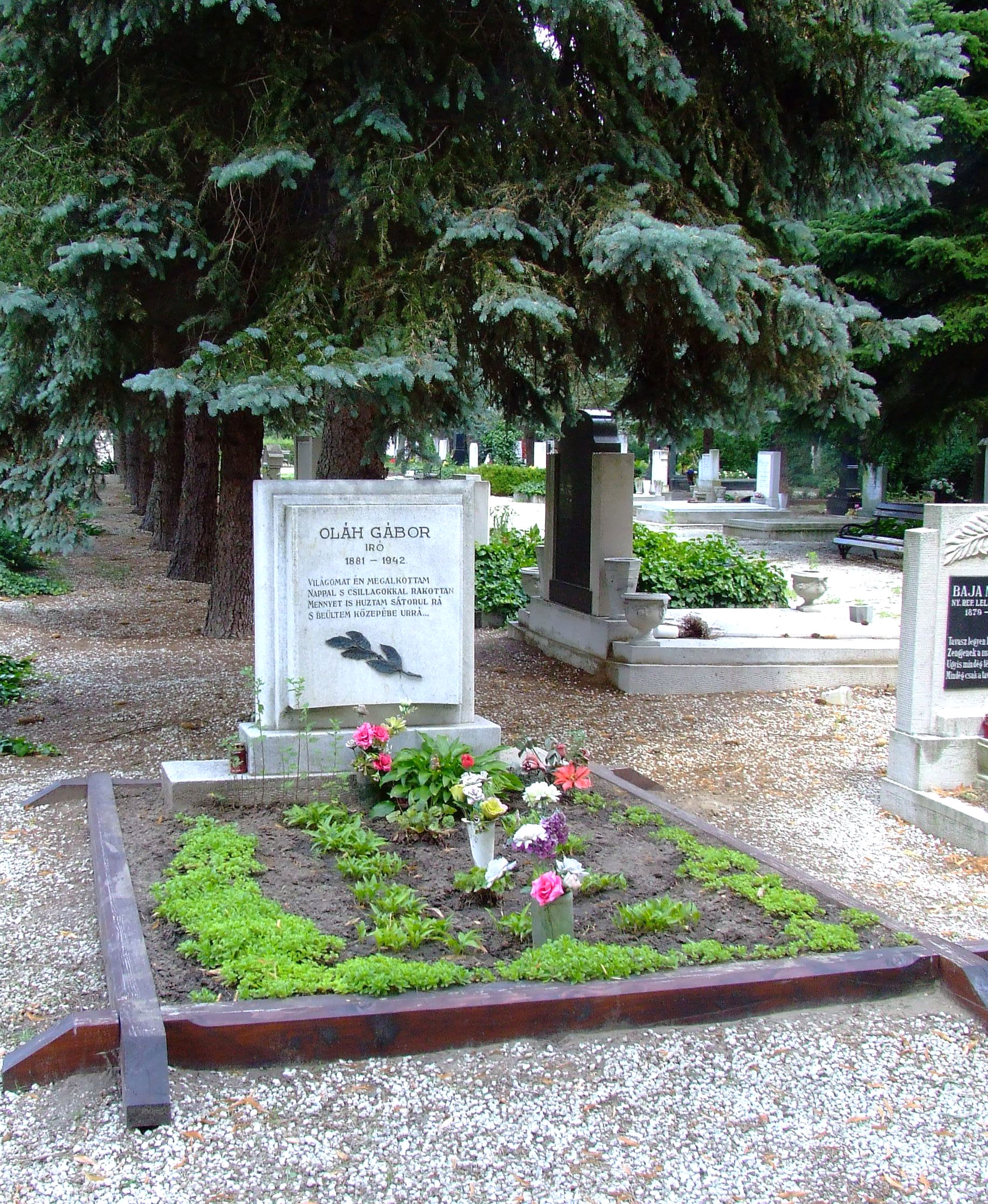
Sírja Debrecenben

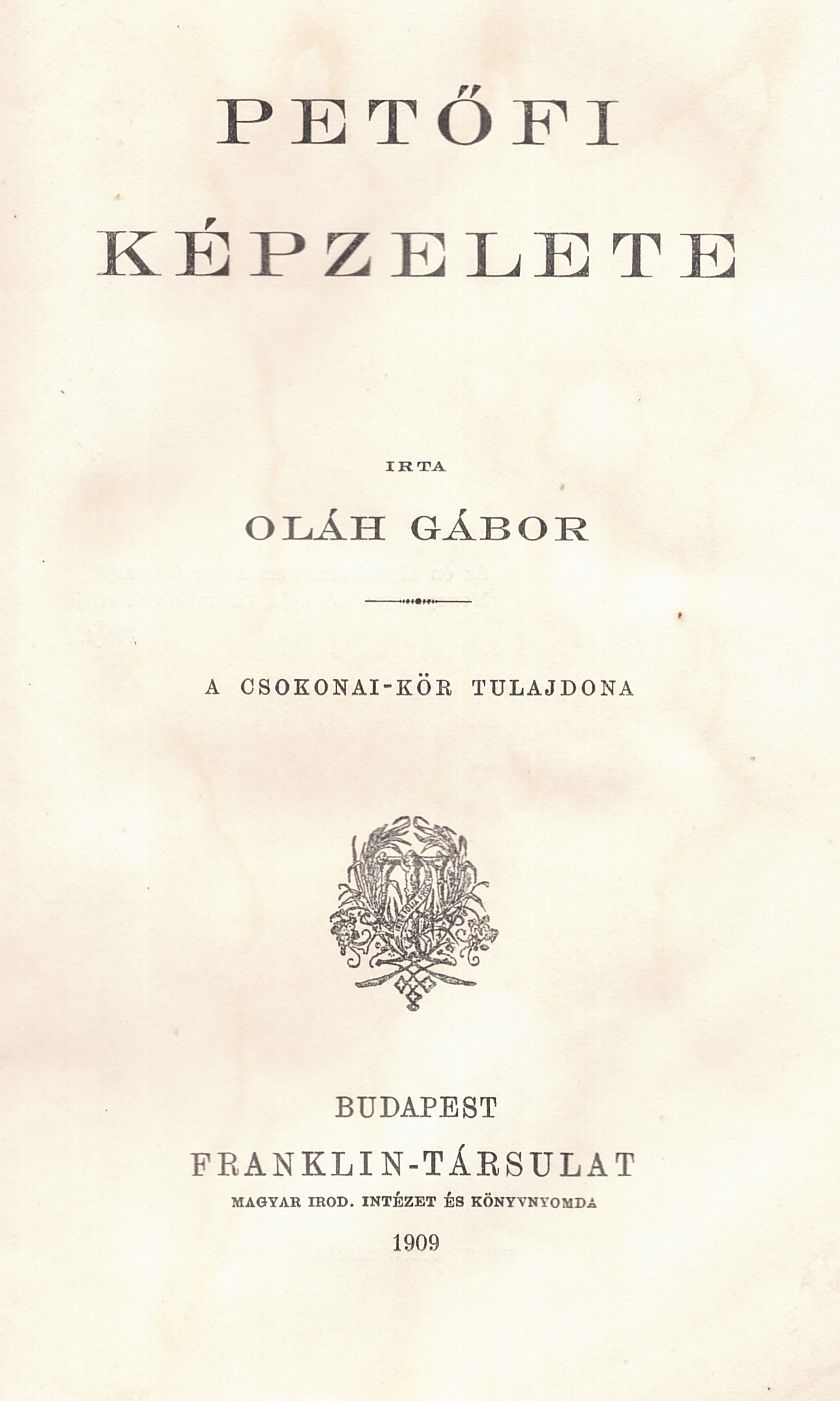
Petőfi képzelete (1909)

- Csokonai és a latin költők (tanulmányok, 1904)
- A debreceni nyelvjárás (tanulmányok, 1906)
- Költemények. 1904-1906; Singer és Wolfner, Bp., 1906
- Keletiek Nyugaton (útirajz, 1908)
- Sámson (verses regény, 1908)
- Az élet lobogója alatt (versek, 1908)
- Istenek alkonya. Új versek; Városi Ny., Debrecen, 1909
- Gondolatok felhőfutása; Városi Ny., Debrecen, 1909
- Korunk hőse (verses regény, 1909)
- Petőfi képzelete (tanulmányok, 1909)
- Írói arcképek (tanulmányok, 1910)
- Viola elbukott (verses regény, 1911)
- Az embernek fia. Dráma; Hegedüs-Sándor, Debrecen, 1912
- Szegény magyarok (regény, 1914)
- Hangay Sándor–Kiss Menyhért–Oláh Gábor: Háborús versek; Lampel, Bp., 1917 (Magyar könyvtár)
- Laura fátyola (versek, 1918)
- Két testvér. Regény; Csáthy, Debrecen, 1918
- Balgatag szerelem, (elbeszélések, 1918)
- Deák György (kisregény, 1919)
- Jött éve csodáknak. Fantasztikus színmű; Nagyváradi Napló Ny., Nagyvárad, 1919 (Magyar Szó könyvtára)
- Forradalmi versek; Csáthy, Debrecen, 1919
- Léda hattyúja (regény, 1922)
- Fekete angyal. Regény; Méliusz Könyvkereskedés, Debrecen, 1922
- Petőfi Sándor; Csáthy, Debrecen, 1923 (A Debreceni Tisza István Tudományos Társaság I. osztályának kiadványai)
- A táltosfiú (regény, 1925)
- Patkánybűvölő (versek, 1925)
- A művészi alkotás lélektana; Kertész Ny., Debrecen, 1928 (A Debreceni Tisza István Tudományos Társaság I. osztályának kiadványai)
- Oláh Gábor válogatott költeményei; bev. Csobán Endre; Csokonai Kör, Debrecen, 1928 (Csokonai könyvtár)
- Csokonai; Pallas, Bp., 1928 (Irodalomtörténeti füzetek)
- Isten kémje. Új versek; Városi Ny., Debrecen, 1929
- Szárnyas ember (regény, 1930)
- Új evangélium (regény, 1931)
- Pokol. Kiáltó szó a pusztába; s.n., Bp., 1931
- Kiáltó szó a pusztában (versek, 1931)
- Költők és írók (tanulmányok, 1932)
- Panoráma; Nagy Károly Ny., Debrecen, 1933
- Napkeleti királyfi; Nagy Károly, Debrecen, 1936
- A pesszimista; Nagy Károly Ny., Debrecen, 1937
- Hangok lázadása (versek, 1941)
- Heten vagyunk (regény, 1943)
- Deák György, a bérkocsis. Regény; Misztótfalusi, Bp., 1946
- Debreceni zendülők. Válogatott elbeszélések; sajtó alá rend., bev., jegyz. Durkó Mátyás; Alföldi Magvető, Debrecen, 1955
- Oláh Gábor válogatott költeményei; szerk., bev., jegyz. Durkó Mátyás, Kiss Tamás, Tóth Endre, Alföldi Magvető, Debrecen, 1958
- A táltosfiú. Regény és elbeszélések; vál., sajtó alá rend., utószó Tóth Endre; Szépirodalmi, Bp., 1969 (Magyar elbeszélők)
- Két ló beszélget; vál., szöveggond. Tóth Endre; Szépirodalmi, Bp., 1980 (Kiskönyvtár)
- Vágta vaktában. Válogatott versek; vál., szerk., utószó Tóth Endre; Magvető, Bp., 1980
- Oláh Gábor ébresztése; vál., szerk., bev. Tóth Endre; Hajdú-Bihar Megyei Múzeumok Igazgatósága, Debrecen, 1981 (Hajdú-Bihar megyei múzeumok közleményei)
- Naplók; szerk., jegyz., utószó Lakner Lajos, Kossuth Egyetemi, Debrecen, 2002
- Keletiek Nyugaton; szöveggond. S. Csorba Ildikó, utószó, jegyz. Lakner Lajos; Déri Múzeum, Debrecen, 2015